# Manuel Torres Pastor
Manuel Torres Pastor (* 15. April 1930 in Teruel; † 14. März 2014 in Saragossa) war ein spanischer Fußballspieler.

## Karriere
Torres bestritt von 1953 bis 1956 74 Punktspiele für Real Saragossa in der Gruppe Nord der Segunda División, der zweithöchsten Spielklasse im spanischen Fußball. Als Drittplatzierter 1956 nahm er mit seiner Mannschaft an der Play-off-Runde teil, in der sechs Mannschaften um die ersten beiden Plätze, die den Aufstieg in die Primera División bedeuteten, in Hin- und Rückspiel gegeneinander spielten; mit Platz zwei gelang der Aufstieg – begünstigt durch den besseren Torquotienten gegenüber den punktgleichen Real Oviedo; dazu trug er in fünf Spielen bei. In seiner Premierensaison in der Primera División bestritt er bis auf den letzten Spieltag 29 Punktspiele in Folge, wobei er am 9. September 1956 beim 2:0-Sieg im Heimspiel gegen Celta Vigo debütierte.
Über ein Leihgeschäft gehörte er von April bis Oktober 1957 kurzfristig Real Madrid an, für den er im Ligaspielbetrieb, im nationalen, sowie internationalen Pokalwettbewerb eingesetzt wurde. Er bestritt drei Spiele im Wettbewerb um den seinerzeitigen Copa de S.E. El Generalísimo und zwei im Wettbewerb um den Europapokal der Landesmeister. Er bestritt am 28. April 1957 das Achtelfinalhinspiel bei UD Las Palmas, das mit 4:1 gewonnenen wurde, die beiden Viertelfinalspiele am 12. und 19. Mai 1957 gegen den FC Barcelona, das am 25. April 1957 bei Manchester United ausgetragenen Halbfinalrückspiel, das 2:2 unentschieden endete, sowie das am 30. Mai 1957 mit 2:0 gegen den AC Florenz gewonnene Finale im Estadio Santiago Bernabéu. Des Weiteren wurde er auch im Wettbewerb um den Coupe Latine eingesetzt; am 20. Juni 1957 gehörte er der Startelf an, die im Halbfinale den AC Mailand mit 5:1 bezwungen hatte und am 23. Juni 1957 im Finale Benfica Lissabon mit 1:0.
Nach Ende des Leihgeschäftes kehrte er im November 1957 nach Saragossa zurück und bestritt bis Saisonende 1960/61 weitere 73 Punktspiele in der Primera División, zwei nationale Pokalspiele 1958 und vier 1958/59; jeweils zwei im Sechzehntel- und Achtelfinale.

## Erfolge
- Europapokalsieger der Landesmeister 1957
- Spanischer Meister 1957
- Coupe Latine-Sieger 1957